# Hipofisitis
La hipofisitis es una enfermedad poco frecuente que se caracteriza por la existencia de un proceso inflamatorio que afecta a la glándula hipófisis y al tallo hipofisario.

## Clasificación
Puede ser primaria, cuando el proceso se origina en la hipófisis, o secundaria, cuando la afección proviene de otras estructuras próximas o de enfermedades que provocan afectación general de varios órganos. Dependiendo de sus características microscópicas se distinguen tres grupos: hipofisitis linfocítica, xantomatosa y granulomatosa.
 
La hipofisitis linfocítica es la forma más frecuente y se debe a un proceso autoinmunitario, puede afectar a toda la hipófisis (panhipofisitis) o únicamente a la hipófisis anterior o posterior, se manifiesta por deficiencia en la producción de hormonas hipofisarias y síntomas compresivos.   La hipofisitis granulomatosa puede ser de origen infeccioso o de causa desconocida (idiopática). 

## Síntomas
Puede cursar sin síntomas o provocar manifestaciones
debidas a disminución en la secreción de las hormonas producidas por la hipófisis. La deficiencia de ACTH 
provoca insuficiencia suprarrenal, la deficiencia de TSH provoca hipotiroidismo y la disminución en la secreción de FSH y LH causan hipogonadismo, la afectación de la neurohipófisis se manifiesta por diabetes insípida debida a disminución en la secreción de hormona antidiurética. Otros síntomas se producen por aumento de volumen de la glándula causada por el proceso inflamatorio, lo que provoca compresión de estructuras próximas, ocasionando dolor de cabeza y alteraciones de la visión. 